# Vanessa Pose
Vanessa Pose (Caracas, Venezuela 1990. március 12. –) venezuelai színésznő és modell.

## Élete
Vanessa Pose 1990. március 12-én született Caracas-ban. Két bátyja van, továbbá apai ágon még van négy nővére.Tanulmányait Giselle modellképző iskolájában kezdte el. 2005-ben a Con toda el alma című telenovellában debütált, mint színész. 2010-ben megkapta az Elisa nyomában című telenovella címszerepét. 2014. augusztus 23-án a twitterén jelentette be, hogy megszületett kislánya, Julieta Romero.

## Filmográfia

### Telenovellák
| Év        | Eredeti Cím                     | Cím              | Szerep                                           | Stúdió                                |
| --------- | ------------------------------- | ---------------- | ------------------------------------------------ | ------------------------------------- |
| 2005      | Con toda el alma                |                  | María Victoria                                   | Laura Visconti Productions-Venevisión |
| 2006      | Voltea pa' que te enamores      |                  | Alegría Guzmán                                   | Venevisión                            |
| 2010      | ¿Dónde Está Elisa?              | Elisa nyomában   | Elisa Altamira                                   | Telemundo                             |
| 2010-2011 | Aurora                          |                  | Victoria 'Vicky' Hotton /Vanessa Miller (fiatal) | Telemundo                             |
| 2012      | Corazón valiente                | Több mint testőr | Emma Arroyo / Emma Ferrara                       | Telemundo                             |
| 2013      | Mi alma tiene corazón del rubio |                  | Emilia del Castillo                              | Venenvisión                           |

### Webnovellák
| Év   | Eredeti Cím   | Cím | Szerep   | Stúdió    |
| ---- | ------------- | --- | -------- | --------- |
| 2011 | Y vuelvo a Ti |     | Marisela | Telemundo |

## Fordítás
- Ez a szócikk részben vagy egészben  a   Vanessa Pose című spanyol Wikipédia-szócikk fordításán alapul.  Az eredeti cikk szerkesztőit annak laptörténete sorolja fel. Ez a jelzés csupán a megfogalmazás eredetét és a szerzői jogokat jelzi, nem szolgál a cikkben szereplő információk forrásmegjelöléseként.